# Trocherateina buckleyi
Trocherateina buckleyi är en fjärilsart som beskrevs av Druce 1892. Trocherateina buckleyi ingår i släktet Trocherateina och familjen mätare. Inga underarter finns listade i Catalogue of Life.